# 亮蛇床属
亮蛇床属（学名：Selinum）是伞形科下的一个属，为多年生草本植物。该属共有约8种，分布于北温带。